# Allan Heine
Allan Heine (1980. január 13. –) dán kézilabdaedző.

## Pályafutása
Saját kézilabdázói pályája nem teljesedhetett ki egy tizenéves korában szerzett térdsérülés miatt, ezért fordult fiatalon az edzői pálya felé.
Edzői pályafutását az Aalborg DH-nál kezdte. 2015-ben, miután sikeresen bent tartotta a dán élvonalban a Ringkøbing csapatát, kinevezték az Viborg HK élére. Ezzel a csapattal nemzetközi kupában is szerepelhetett, legnagyobb sikerét 2018-ban érte el, amikor elődöntőig jutott az EHF-kupában illetve harmadik helyen végzett a dán bajnokságban. Közben 2015-ben, miután Jan Pytlick távozott a válogatott éléről, Heine Eriksent kérték fel ideiglenesen szövetségi kapitánynak, ő pedig Allan Heinét választotta másodedzőnek. 2020-ban újra az Aalborgi csapat vezetőedzője lett. 2021-ben csatlakozott Martin Albertsen edzői csapatához a svájci női válogatottnál.
2023-ban Martin Albertsent nevezték ki a Ferencvárosi TC vezetőedzőjévé, aki Heinét kérte fel az FTC másodedzőjének. Október elején, a gyenge bajnokok ligája rajtot (1 döntetlen, 3 vereség) követően Albertsen lemondott a vezetőedzői posztról, helyére ideiglenesen Heinét nevezték ki. 2024 márciusában Magyar kupát nyert csapatával. Ugyanebben az évben a bajnokságot is megnyerte.

## Sikerei, díjai
- Dán bajnoki bronzérmes: 2018
- Dán-kupa-döntős: 2016
- EHF-kupa elődöntős: 2018
- Magyar-kupa győztes: 2024
- Magyar bajnoki aranyérmes: 2024